# Alkopop
En alkopop er en kategori af blandede alkoholiske drikkevarer med relativt lav alkoholprocent (typisk 3-7%), inklusive:
1. Maldrink hvor forskellige frugtjuice eller andre aromaer er blevet tilføjet
2. Wine cooler: drikkevarer der indeholder vin, hvor der bliver tilføjet ingredienser som frugtjuice og aromaer
3. Blandede drinks der inderholde spiritus og sødede drikke som frugtjuice og andre aromaer[1]

Begrebet alkopop (en portmanteau af ordene alkohol og pop). På engelsk hedder det alcopop, som bruges i Storbritannien og Irland. I den engelsk-talende del af Canada bruges "cooler" hovedsageligt, men også "alcopop". Andre ord for typen inkluderer flavored alcoholic beverage' (FAB), flavored malt beverage (FMB), "pre-packaged" eller "premium packaged" spiritus (PPS). I Australien og New Zealand bruges både "premix" og ready to drink (RTD). "Spirit cooler" bruges i Sydafrika for udgaver med spiritus.
Hard seltzer er en type af alkoholiske drikke baseret på danskvand med smag. Hard soda er specifikt baseret på sodavand. Hard lemonade, der kan betragtes som en alkopop, har også eksisteret i noget tid. Hard cider er en fermenteret drikkevare der kan sammenligne med vin eller øl.
Alkohol-baseret sukker-sødede drkkevarer som alkopops er tæt forbundet med episodisk druk i teenage-årene.